# زيريك زي
زيريك زي (بالهولندية: Zierikzee تنطق بالهولندية: [ˈzi.rɪk.ˌseː]، بالزيلندية: Zurrikzeê) هي مدينة صغيرة تقع في الجزيرة السابقة سخاون بهولندا بمقاطعة زيلند. وهي جزء من بلدية سخاون- داوفللاند، وتقع حوالي 26 كم جنوب غرب هيليفوتسلاوس.
بلغ عدد سكان بلدة زيريك زي 10,313 نسمة عام 2001. وبلغت مساحة المنطقة المبنية من البلدة ثلاثة كيلومترات مربعة وضمت ضمنها 4,295 وحدة سكنية. كما تضمنت المنطقة التي شملها الإحصاء لزيريك زي ما يحيطها من ريف ليصبح مجموع السكان الكامل عند حوالي 10,730 نسمة.

## التاريخ
اكتسبت زيريك زي امتيازات البلدة عام 1248 وكانت آنذاك واقعة في جزرة سخاون- داوفللاند. وقد وقعت معركة بحرية عام 1304.
ألحق فيضان بحر الشمال عام 1953 أضرارا في زيريك زي. أرسلت بلدة هاتفيلد الإنجليزية مساعدات للمدينة ونشأت صداقة بين البلدتين وعقدتا اتفاق توأمة. اندمجت بلدية زيريك زي لتصبح ضمن بلدية سخاون- داوفللاند عام 1997.
تبرع خفر السواحل البريطاني بآخر مثال متبقي على مدافع المدينة الدفاعية العائدة لعام 1552. وقد استرجعتها قوات الخفر من سائق تجاري على أثر تحقيق جنائي. فكان السائق قد وجد المدافع على شاطئ كنت.

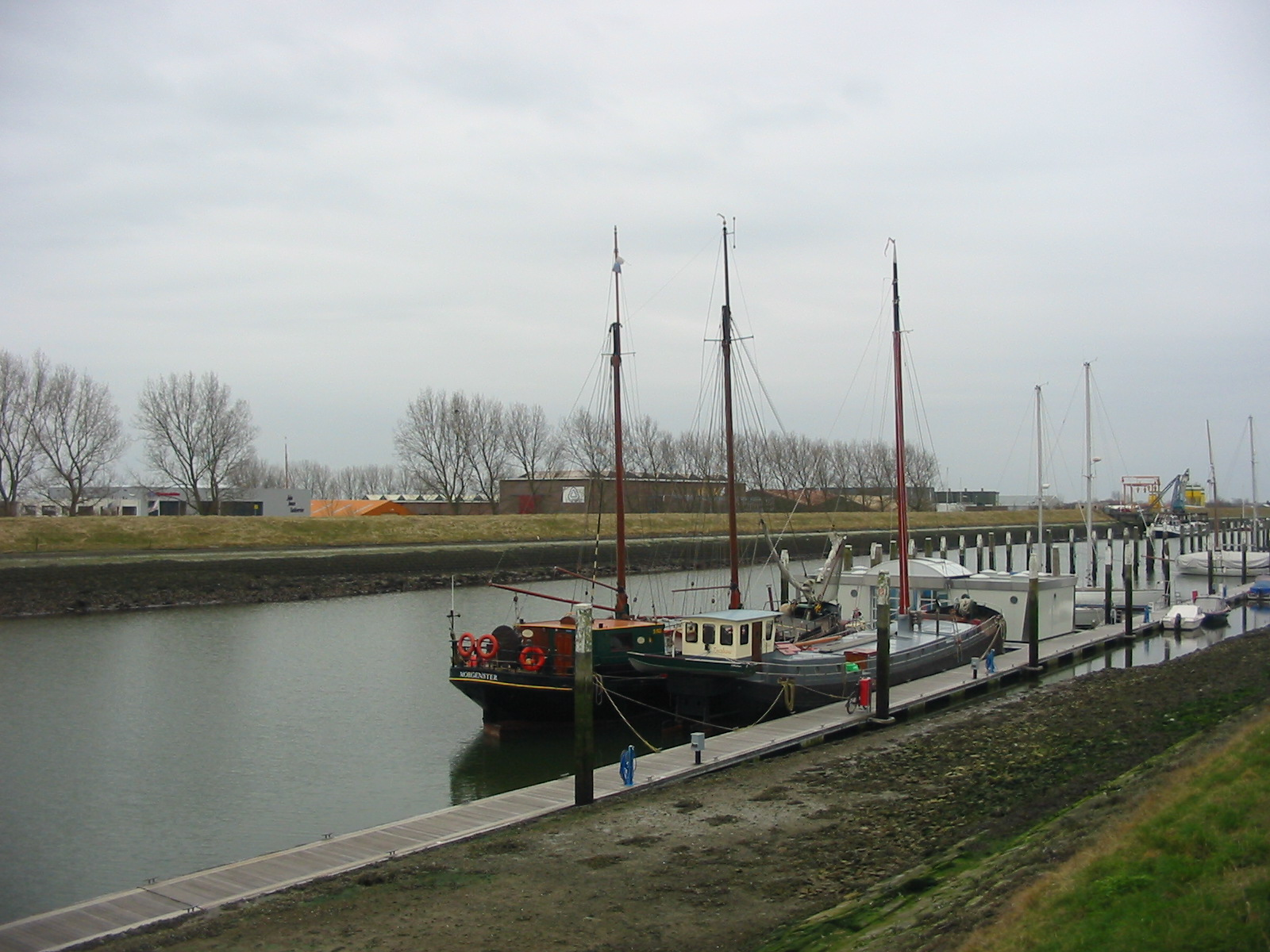
القناة الواصلة بين زيريك زي وأوسترسخيلده وتستخدم بصورة أساسية من قبل قوارب السياح.

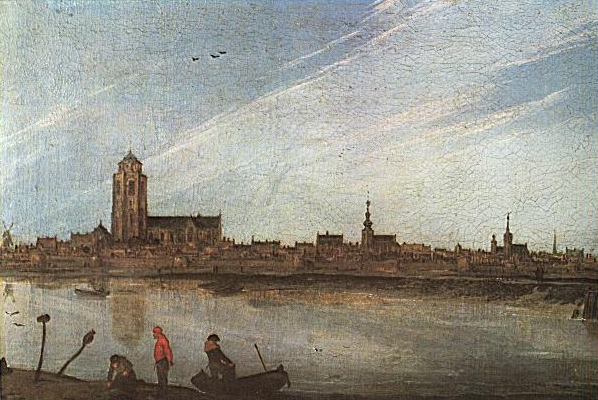
لوحة "مشهد زيريك زي" (1618) بريشة Esaias van der Velde

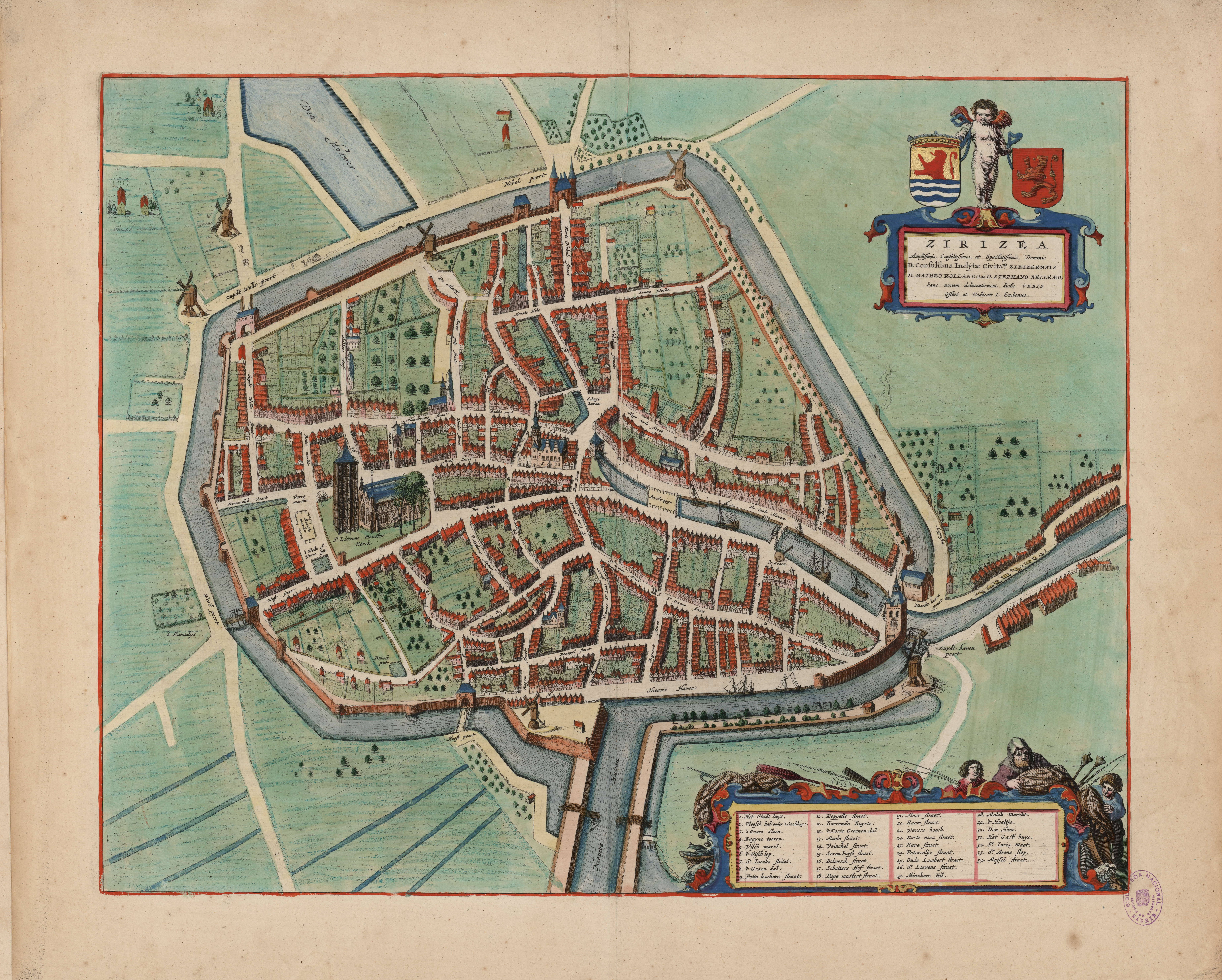
خريطة لزيريك زي تعود لعام 1649 في "تونيل دير ستيدن" من عمل ويليم بلاو وJoan Blaeu

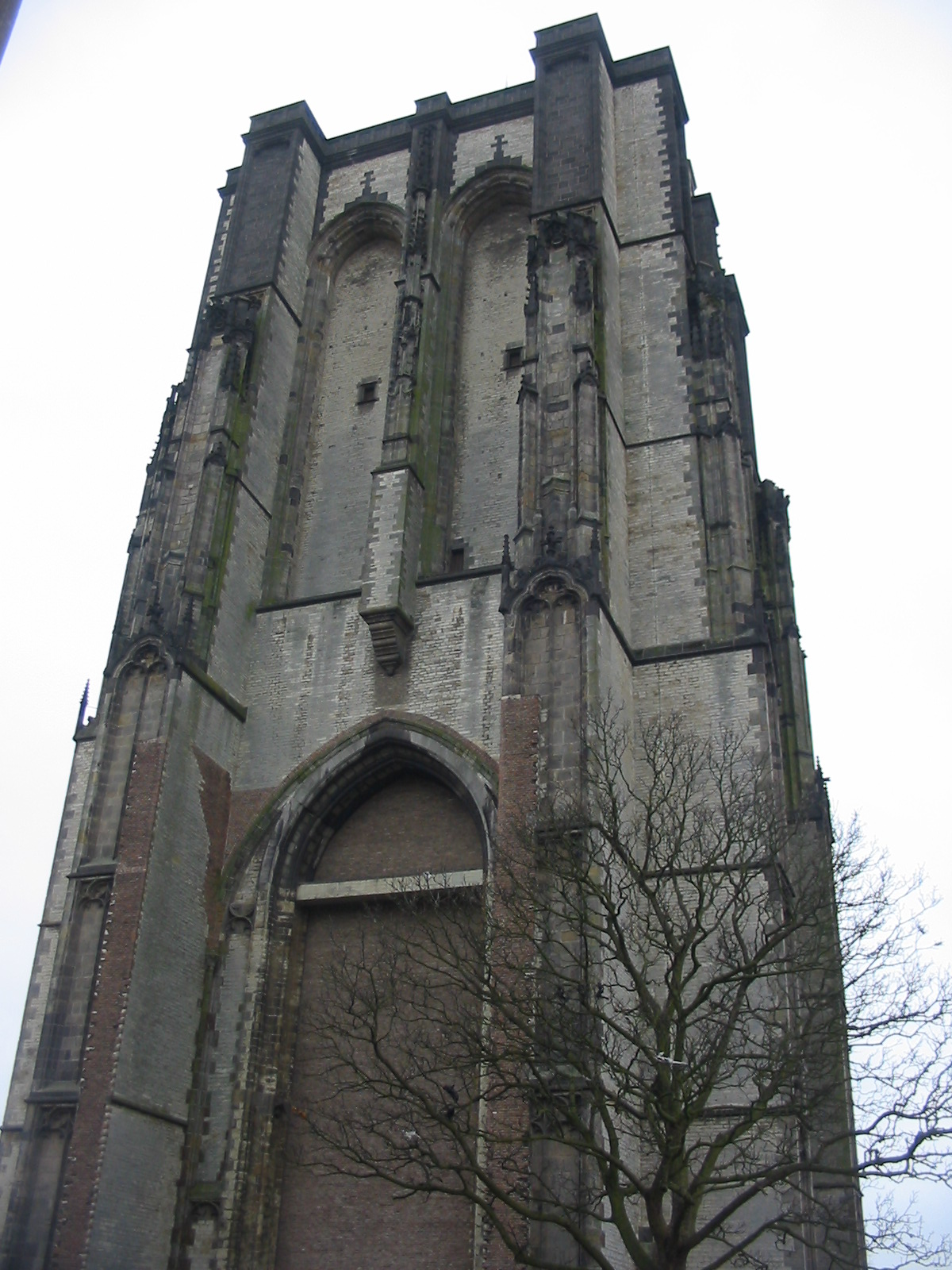
برج Sint-Lievensmonstertoren في المدينة، كان من المقرر تشييده بضعفي الطول الذي بُني عليه في نهاية المطاف.

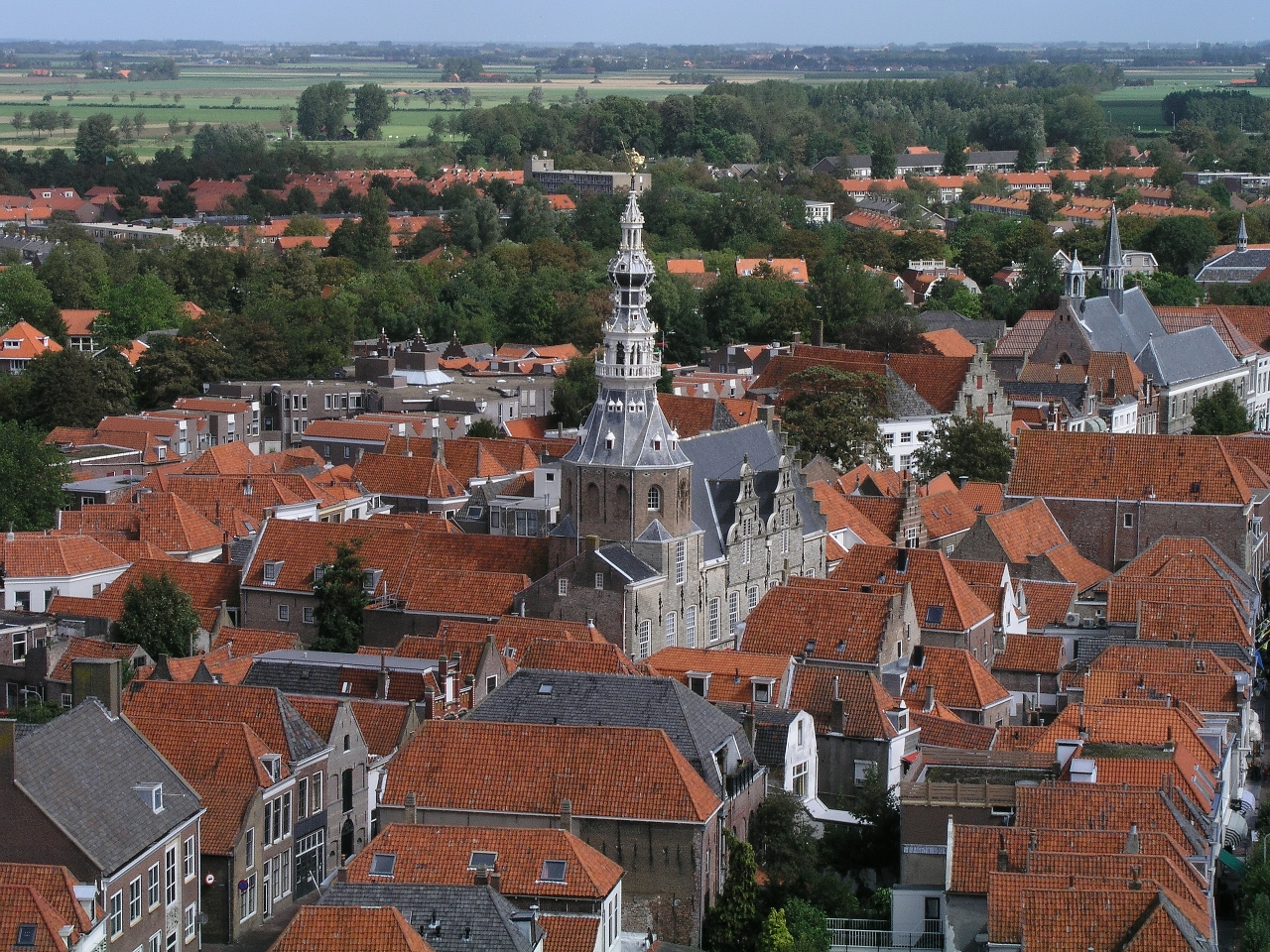
إطلالة عامة على زيريك زي.

## التوأمة
- هاتفيلد (المملكة المتحدة)
- سان-هيلير-دو-هاركويه (فرنسا)